# 麥克法蘭 (堪薩斯州)
麥克法蘭（英語：McFarland）是一個位於美國堪薩斯州沃邦西縣的城市。

## 地方資料
根據2020年美國人口普查的數據，麥克法蘭的面積為0.48平方千米，當中陸地面積為0.46平方千米，而水域面積為0.02平方千米。當地共有人口272人，而人口密度為每平方千米566.67人。